# رودلف زلهايم
رودلف زلهايم (بالألمانية: Rudolf Sellheim)‏ مستشرق ألماني ولد في 15 يناير 1928. له كتب منها الأمثال العربية القديمة والعلم والعلماء في عصور الخلفاء.